# Supercoppa lettone 2023 (pallavolo femminile)
La Supercoppa lettone 2023, 4ª edizione della Supercoppa nazionale femminile di pallavolo, si è svolta dal 26 al 30 settembre 2023: al torneo hanno partecipato tre squadre di club lettoni e la vittoria finale è andata per la seconda volta al Rīgas Volejbola skola.

## Formula
La formula ha previsto semifinale e finale.

## Squadre partecipanti
| Squadra               | Qualificazione                                           |
| --------------------- | -------------------------------------------------------- |
| Jelgava               | Finalista Coppa di Lettonia 2022                         |
| Rīgas Volejbola skola | Vincitrice Coppa di Lettonia 2022/Nacionālā Līga 2022-23 |
| RSU                   | 2ª in Nacionālā Līga 2022-23                             |

## Torneo

### Tabellone
|  | Semifinali | Semifinali |     |   | Finale                | Finale |  |
|  |            |            |     |   |                       |        |  |
|  |            |            |     |   | Rīgas Volejbola skola | 3      |  |
|  |            |            |     |   | Rīgas Volejbola skola | 3      |  |
|  |            |            | RSU | 1 |                       |        |  |
|  | RSU        | 3          | RSU | 1 |                       |        |  |
|  | RSU        | 3          |     |   |                       |        |  |
|  | Jelgava    | 1          |     |   |                       |        |  |

### Risultati

#### Semifinale
| 26 settembre 2023 RSU Sporta kluba zāle, Riga Durata: ? - Spettatori: ? | RSU | 3 - 1 | Jelgava | 27-25, 25-20, 11-25, 25-16 |

#### Finale
| 30 settembre 2023 Daugavpils Olimpiskais centrs, Daugavpils Durata: 1h:37 - Spettatori: 100 | Rīgas Volejbola skola | 3 - 1 | RSU | 25-18, 25-18, 25-27, 25-22 |